# Seleção da Finlândia de Hóquei no Gelo Feminino
A Seleção da Finlândia de Hóquei no Gelo Feminino representa a Finlândia nas competições oficiais da FIHG.